# ديفيد ماكنزي (دراج)
ديفيد ماكنزي (بالإنجليزية: David McKenzie)‏ هو دراج أسترالي، ولد في 6 أغسطس 1974 في شبرتون ‏ في المملكة المتحدة.

## وصلات خارجية
- دايفيد مكينيز على موقع أرشيف الدراجات (الإنجليزية)
- دايفيد مكينيز على موقع إحصائيات الدراجات الإحترافية (الإنجليزية)
- دايفيد مكينيز على موقع نسبة الدراجات (الإنجليزية)
- دايفيد مكينيز على موقع CycleBase (الإنجليزية)